# Les Brenets
Cet article possède un paronyme, voir Brenet.
Les Brenets est une ancienne commune suisse du canton de Neuchâtel, située dans la région Montagnes. Elle a fusionné avec Le Locle le 1er janvier 2021.

## Géographie

### Situation
Les Brenets sont situés dans le nord du canton de Neuchâtel, à la frontière avec la France. La commune est limitrophe au sud-est de la commune suisse du Locle et au nord de la commune suisse des Planchettes. Au nord-ouest, le lac des Brenets (ou lac de Chaillexon en France) (en fait un élargissement du Doubs) - qui marque la frontière franco-suisse - la sépare de la commune française de Villers-le-Lac. Il s'agit d'une des rares communes du canton de Neuchâtel à se trouver sur le versant nord du massif du Jura.
Les Brenets mesurent 11,53 km2. 6,2 % de cette superficie correspond à des surfaces d'habitat ou d'infrastructure, 40,9 % à des surfaces agricoles, 48,8 % à des surfaces boisées et 4,1 % à des surfaces improductives.
Le bourg des Brenets se trouve au nord-ouest du territoire communal, en vis-à-vis de celui de Villers-le-Lac sur l'autre rive du lac des Brenets, donc situé en France. La commune comprend le hameau des Frêtes ainsi que le biotope des Goudebas, près de la douane, prairie maigre et humide, où on trouve une importante colonie de fritillaires (Fritillaria meleagris), plantes très rares et protégées.

Vue aérienne (1955).

### Communes limitrophes
| Villers-le-Lac (fr)          | Villers-le-Lac (fr) | Les Planchettes |
| Villers-le-Lac (fr)          | Les Brenets         | Le Locle        |
| Villers-le-Lac (fr) Le Locle | Le Locle            | Le Locle        |

## Histoire
Pierre-Louis Guinand (1748-1824) dit « Guinand l'Opticien » a vécu et travaillé aux Brenets. Il est enterré près de l'ancienne église qui abrite le Bureau communal. On voit sur cet édifice une plaque commémorative placée lors du centenaire de la mort de cet inventeur. Guinand a travaillé dans la fabrication du verre flint et une opération particulière de brassage du verre en fusion porte son nom : le guinandage,.
Un incendie détruit Les Brenets le 19 septembre 1848, le village est ensuite reconstruit selon un plan géométrique.
La famille Jürgensen, des horlogers d'origine danoise, ont possédé la propriété du Châtelard de 1872 à 1922 et sont à l'origine de la construction de la tour du Châtelard ou tour Jürgensen, vers 1880. Mise sous protection au titre de monument historique, elle a été restaurée en 1995-1996.
Le 28 juin 2020, les électeurs de la commune se prononcent lors d'une votation pour la fusion avec Le Locle, qui prend effet le 1er janvier 2021.

## Population

### Gentilé
Les habitants de la localité se nomment les Brenassiers (ou les Brenétiens).

### Démographie
Les Brenets comptent 1 031 habitants fin 2023. Sa densité de population atteint 89 hab./km2.
Le graphique suivant résume l'évolution de la population des Brenets entre 1850 et 2017 :

## Tourisme
Le lac des Brenets et le Saut du Doubs. Les gorges du Doubs et le Doubs (rivière).
Depuis 2012, le patinage sur les Bassins du Doubs fait partie des 167 sites du patrimoine immatériel suisse.
Le village est jumelé avec Laroque (Hérault), France.

### Ligne Le Locle - aux Brenets

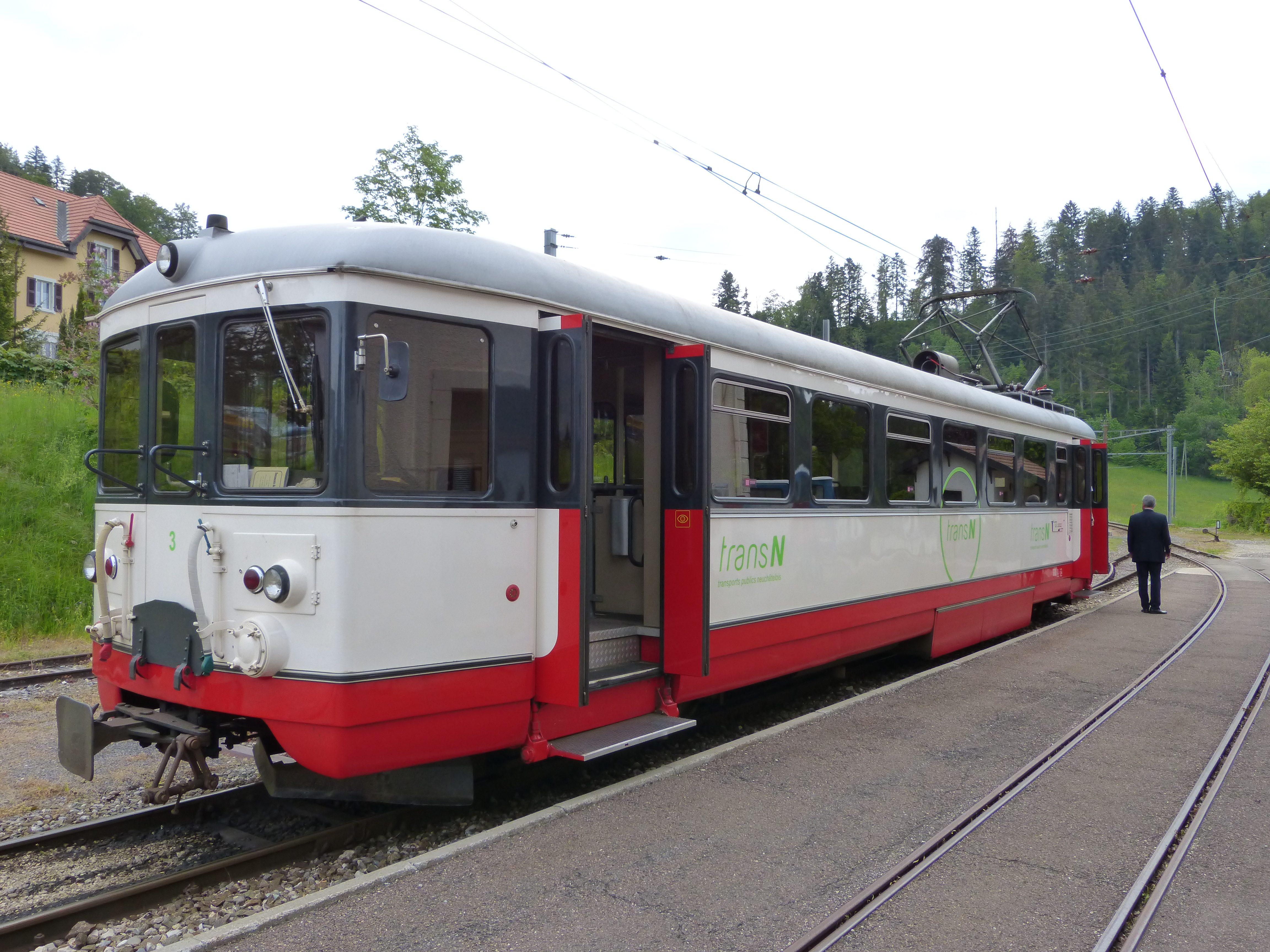
Une automotrice BDe 4/4 3 des Transports Publics Neuchâtelois en gare des Brenets.

Ouverte en 1890, la ligne du Locle aux Brenets, ligne ferroviaire métrique appelée « Le Régional » de 4,12 km, relie chaque heure le village des Brenets à la ville voisine du Locle. En 2020, la Confédération suisse et le canton de Neuchâtel ont trouvé un accord pour remplacer cette ligne de chemin de fer par une ligne d'autobus électriques. Les coûts de mise en conformité des quais (rehaussement pour une accessibilité des personnes à mobilité réduite) et du gabarit des tunnels non adaptés aux matériels roulants actuels, sont beaucoup trop importants. Les motrices BDe 4/4 engagées sur cette ligne, mises en service en 1950, ont atteint 70 ans d'âge,. Les trains devraient cesser de circuler sur cette ligne à la fin de 2023.
De la frontière à la gare des Brenets, à travers le village, fonctionne un service de bus gratuit.